# 麻雀嗜眼吸虫
麻雀嗜眼吸虫（学名：Philophthalmus occularae）为嗜眼科嗜眼属的动物。在中国大陆，分布于广东等地，营寄生生活，终末宿主麻雀、家鸭，寄生在眼结膜囊。该物种的模式产地在广东。